# Cosenza
Cosenza [kosénca] je italské město se slavnou historií v oblasti Kalábrie, hlavní město stejnojmenné provincie. Je to významné kulturní středisko, sídlo univerzity, biskupství a řady muzeí a knihoven. Leží na soutoku řek Crati a Busento.
K 30. dubnu 2013 zde žilo 69 603 obyvatel.

## Sousední obce
Aprigliano, Carolei, Casole Bruzio, Castrolibero, Dipignano, Mendicino, Paterno Calabro, Pedace, Piane Crati, Pietrafitta, Rende, Rovito, Trenta

## Historie

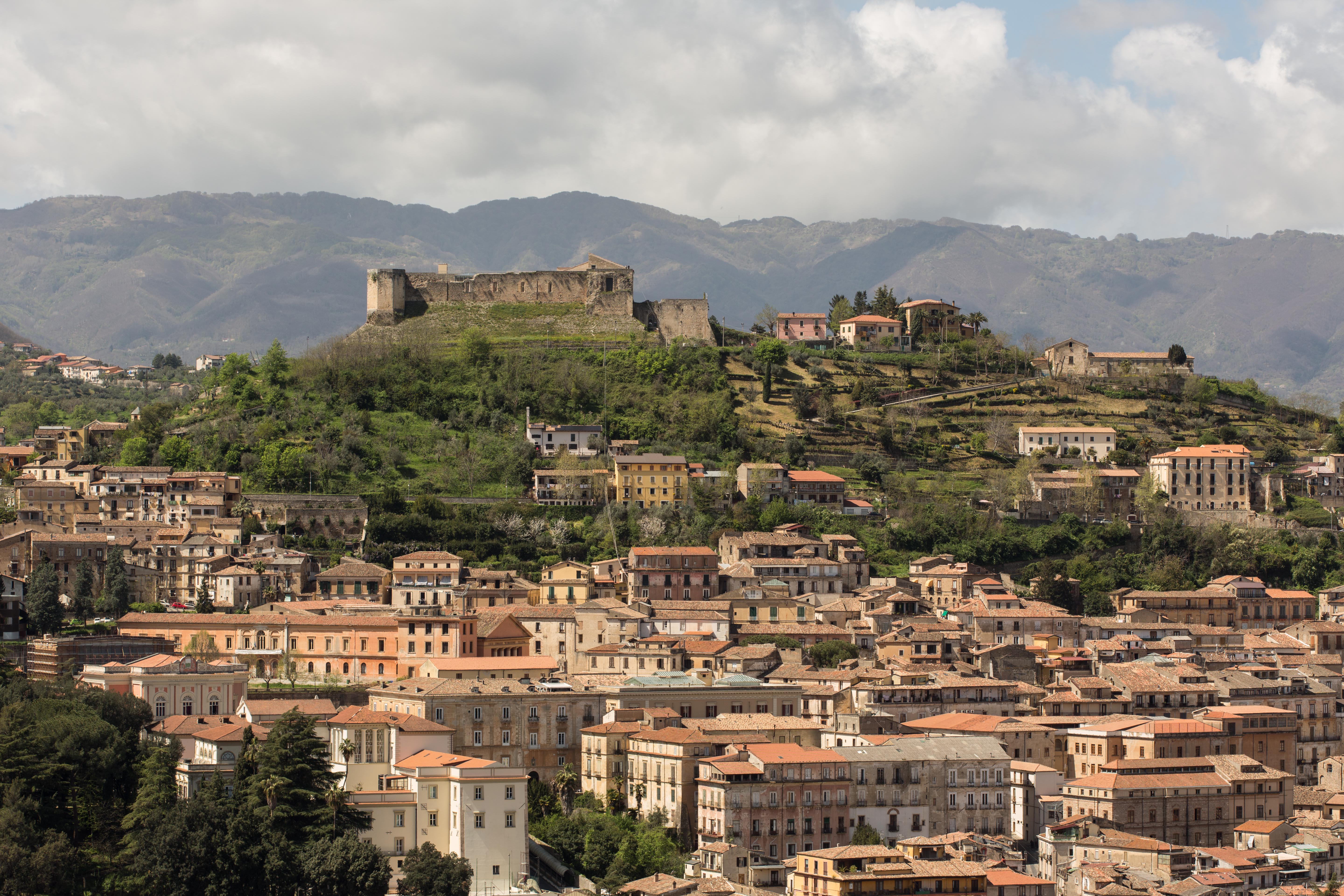
Štaufský hrad

Starověká Consentia byla střediskem kmene Bruttiů a baštou italických kmenů proti řeckému vlivu sousedních iónských kolonií. Za císaře Augusta se stala důležitou stanicí na římské silnici via Popilia z Kalábrie na Sicílii. Podle římského historika Jordana se Alarich po dobytí Říma roku 410 vydal na jih a v blízkosti Cosenzy zemřel. Jeho vojáci mu vybudovali hrob pod řekou, kterou museli odvést do jiného koryta. Když ji vrátili zpět, byl hrob s bohatými dary chráněn před lupiči pokladů. V raném středověku bylo město několikrát zpustošeno v bojích mezi Saracény a Lombardy a v 11. století se stala hlavním městem normanského vévodství Kalábrie. Císař Fridrich II. Štaufský městu velmi přál, podpořil různé stavby a zavedl výroční trh.
Od roku 1432 městu vládl Ludvík III. Neapolský jako kalabrijský vévoda. Roku 1500 se města zmocnili Španělé a jako sídlo Kalabrijského místokrále město zažilo velký rozkvět. Byla založena Academia Cosentina s řadou slavných mužů. Roku 1707 připadlo Neapolské království Rakousku a později Bourbonům. Po Napoleonských válkách se Cosenza stala kolébkou tajných společností karbonářů a 1860 se připojila k Itálii.
Za druhé světové války bylo město značně poškozeno spojeneckým bombardováním. Na poničené části města města v údolí za soutokem obou řek vznikla nová výstavba s pěšími zónami (včetně Corso Mazzini), zelenými plochami a cyklostezkami.
V roce 1972 byla na okraji města založena největší univerzita v kraji- Kalábrijská univerzita, na které v dnešní době studuje až 35 000 studentů. 
Roku 2011 byla zdejší katedrála zapsána na seznam Světového dědictví UNESCO.
Podobu města do dnešní doby ovlivnilo také několik zemětřesení. Ta nejsilnější byla v letech 1181, 1638 a 1783.

## Pamětihodnosti
- Katedrála byla založena v 11. století a po zemětřesení dokončena 1222, kdy ji vysvětil císař Fridrich II. Štaufský. V 18. století byla barokizována, ale koncem 19. století restaurována do původního stavu. V příčné lodi je náhrobek francouzské královny Isabely Aragonské.
- Kostel svatého Dominika, založený 1448, kombinuje středověké a renesanční prvky a má cenné vnitřní zařízení.
- Giostra Vecchia, františkánský klášter s kostelem z počátku 15. století s cennými freskami.
- Accademia Cosentina z roku 1511, nyní městská knihovna
- Štaufský hrad, založený kolem roku 1000 a různě přestavovaný.
- Museo Bilotti, galerie moderních soch na ulici
- Most San Francesco di Paola, most přes řeku Crati je nejvyšší (104 m) lanový most v Evropě. Byl navržen španělským architektem Santiagem Calatravou.[1]

## Galerie

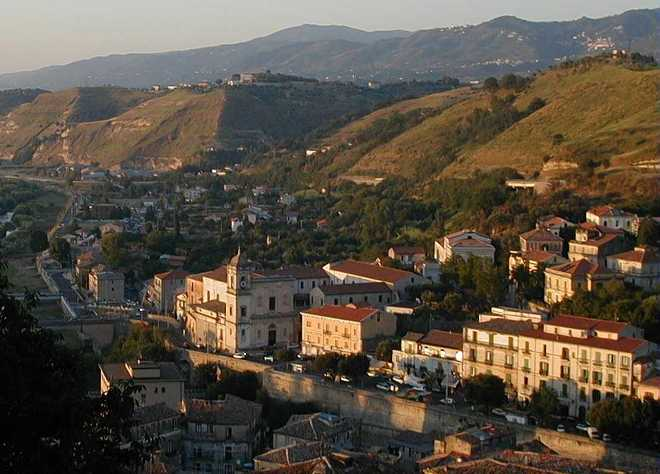
Pohled z hradu
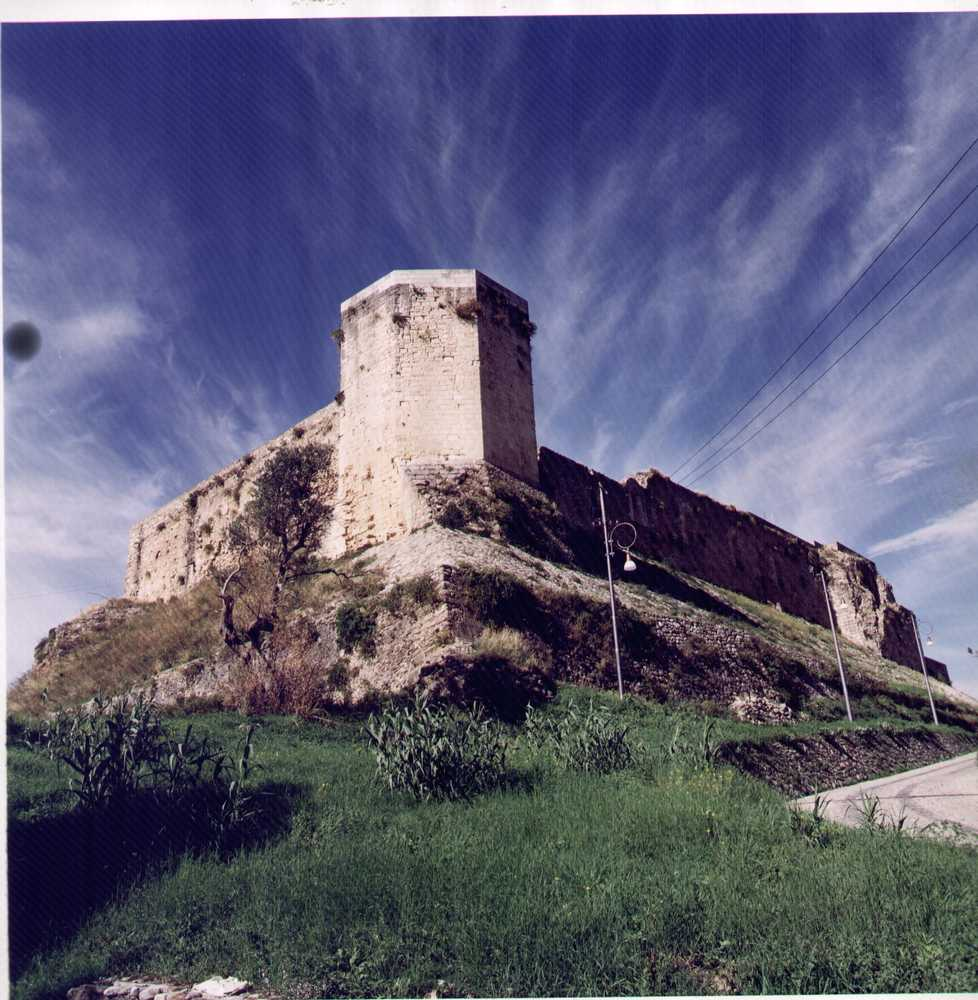
Štaufský hrad
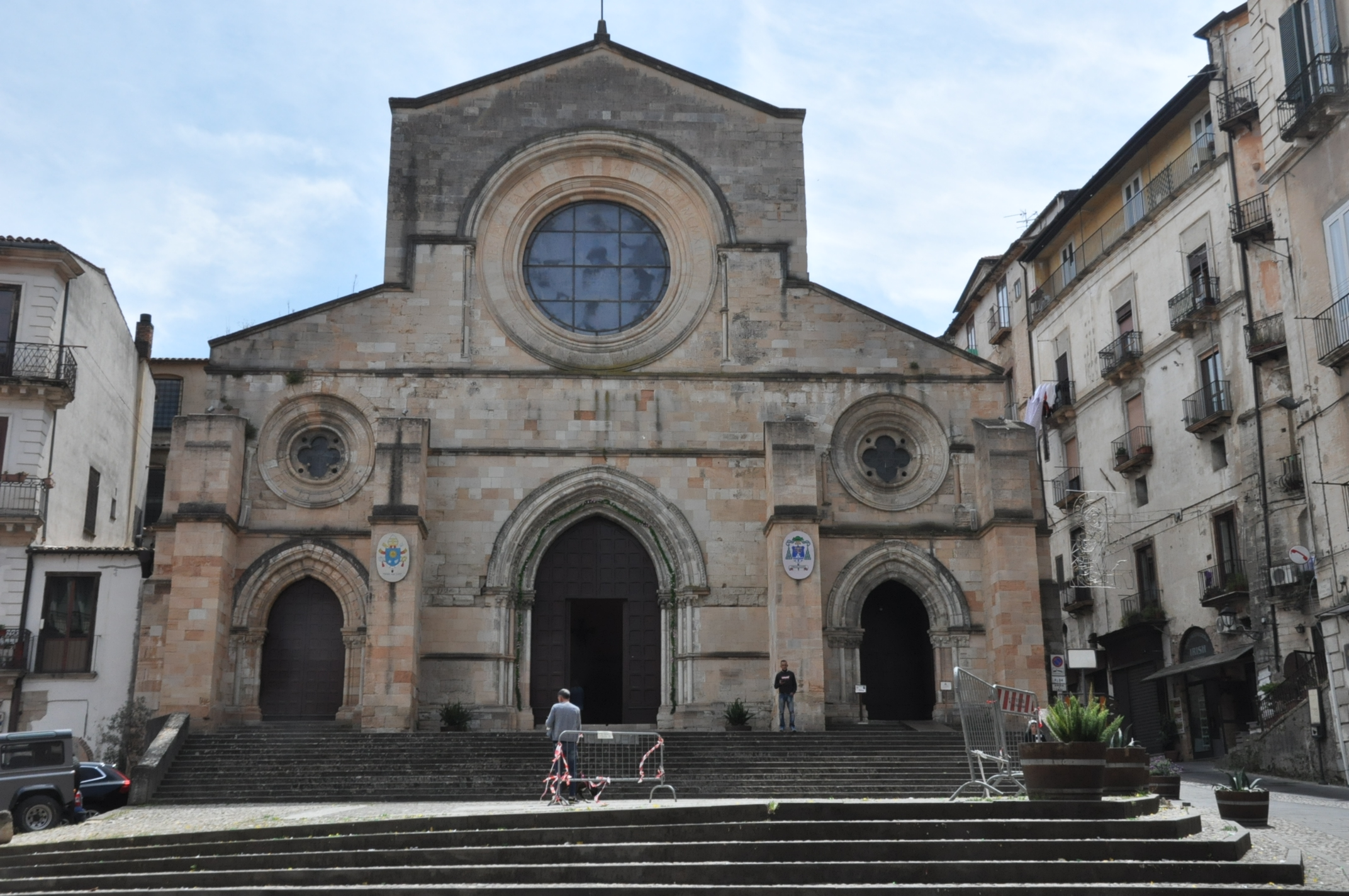
Katedrála
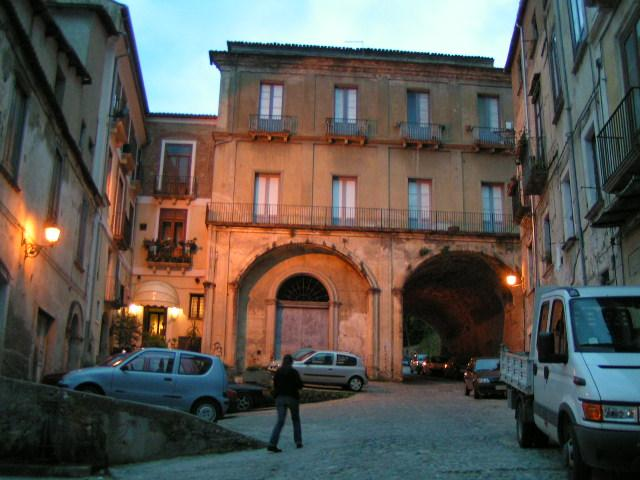
Stará brána
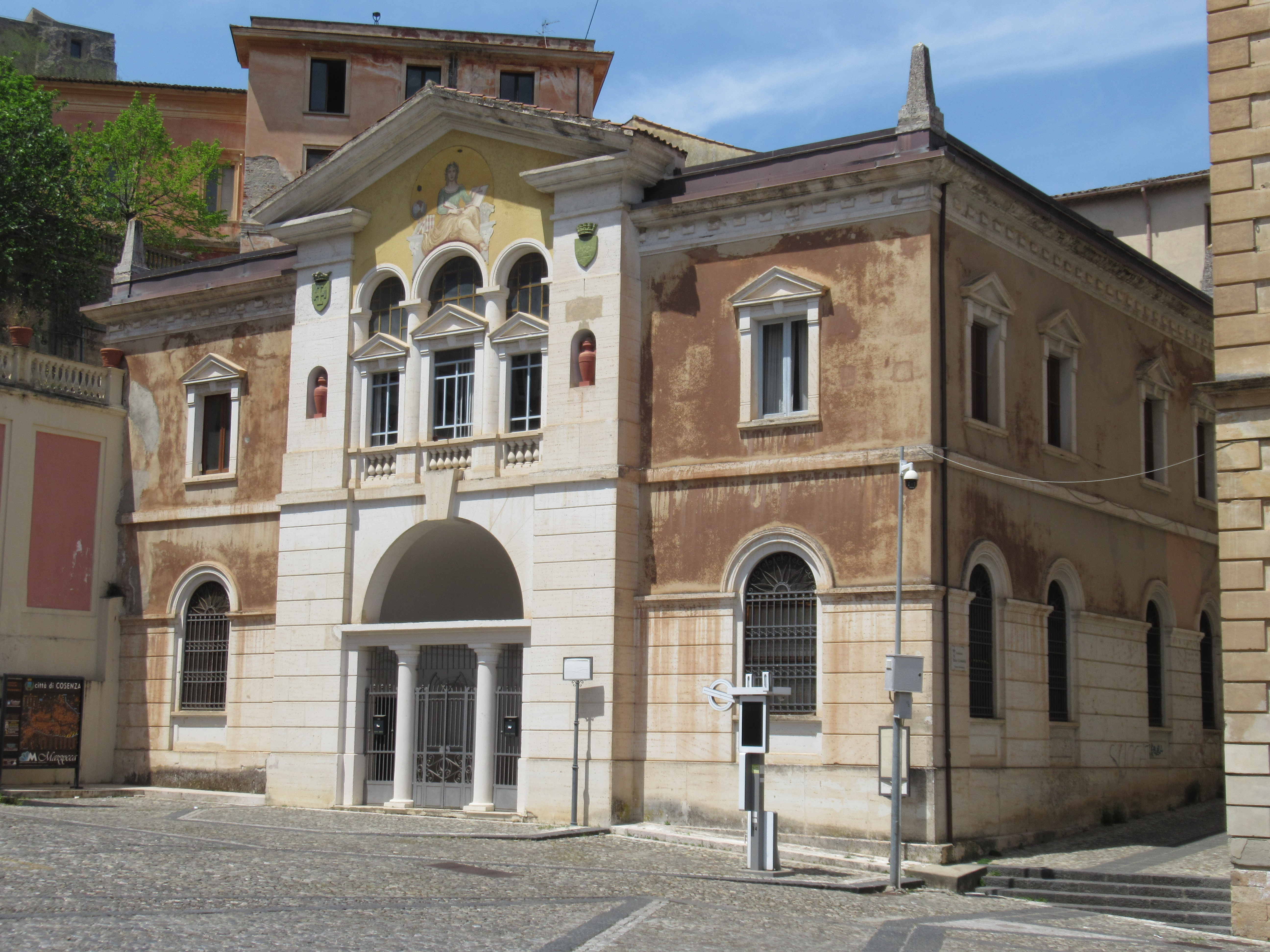
Knihovna

## Osobnosti
- Bernardino Telesio (1509–1588), filozof a vědec
- Luigi Accattatis (1838–1916), historik a lingvista
- Jim Colosimo (1877–1920), zločinec

## Partnerská města
- Kenosha, Wisconsin, USA, 1979
- Lansing, Michigan, USA, 2000
- Sault Ste. Marie, Kanada, 2010